# Guerra Civil na República Centro-Africana (2012–presente)

Avanços da Séléka na República Centro-Africana (dezembro de 2012 a março de 2013)

A Guerra Civil na República Centro-Africana foi iniciada em dezembro de 2012 envolvendo o governo da República Centro-Africana, os rebeldes da coalizão Séléka e as milícias anti-balaka.
Na Guerra Civil na República Centro-Africana (2004–2007), o governo do presidente François Bozizé lutou com os rebeldes até um acordo de paz em 2007. O atual conflito surgiu quando uma nova coalizão de grupos rebeldes variados, conhecida como Coalizão Séléka (Séléka que significa "aliança" na língua sango), acusou o governo de não cumprir os acordos de paz.
As forças rebeldes capturaram muitas das grandes cidades nas regiões central e leste do país. A aliança compreende dois grandes grupos baseados no nordeste da República Centro-Africana: a UFDR e a CPJP, bem como o CPSK, menos conhecido. Dois outros grupos anunciaram seu apoio à coalizão: FDPC, bem como o grupo chadiano FPR, sendo que ambos são baseados no norte da República Centro-Africana. Com exceção da FPR e do CPSK, todas as facções foram signatárias dos acordos de paz e do processo de desarmamento.
O Chade, o Gabão, os Camarões, Angola, África do Sul  e a República do Congo enviaram tropas para ajudar o governo Bozizé a conter um potencial avanço dos rebeldes na capital, Bangui.
Em 11 de janeiro de 2013, um acordo de cessar-fogo foi assinado em Libreville, Gabão. Os rebeldes abandonaram sua demanda do presidente François Bozizé a renunciar, mas ele teria que nomear um novo primeiro-ministro do partido da oposição até 18 de janeiro de 2013. Em 13 de janeiro, Bozizé assinou um decreto que removeu o primeiro-ministro Faustin-Archange Touadéra do poder, como parte do acordo com a coalizão rebelde. Em 17 de janeiro, Nicolas Tiangaye foi nomeado primeiro-ministro.
Em 23 de janeiro de 2013, o cessar-fogo foi rompido, com o governo culpando a Séléka por quebrar o cessar-fogo e a Séléka responsabilizando o governo por supostamente não honrar os termos de partilha de poder do acordo. Até 21 de março, os rebeldes haviam avançado até Bouca, a 300 km da capital, Bangui. Em 22 de março, os combates atingiram a cidade de Damara, a 75 km da capital, com relatos conflitantes a respeito de que lado estava controlando a cidade. Os rebeldes ultrapassaram o posto de controle em Damara e avançaram para Bangui, mas foram impedidos com um ataque aéreo de um helicóptero.
No dia seguinte, no entanto, os rebeldes entraram em Bangui, indo para o Palácio Presidencial. Em 24 de março, François Bozizé fugiu do país depois que os rebeldes tomaram o palácio presidencial. O líder rebelde Michel Djotodia declarou-se presidente no mesmo dia.
Em 18 de abril de 2013, Michel Djotodia foi reconhecido como o chefe do governo de transição em uma cúpula regional em N'Djamena. O Em 14 de maio, o primeiro-ministro da República Centro-Africana, Nicolas Tiangaye, solicitou uma força de paz das Nações Unidas para o Conselho de Segurança das Nações Unidas e, em 31 de maio, o antigo Presidente Bozizé foi acusado de crimes contra a humanidade e de incitamento ao genocídio.
A situação da segurança continuou precária durante junho-agosto de 2013, com relatos de mais de 200.000 pessoas deslocadas internamente, bem como as violações dos direitos humanos, incluindo o uso de crianças-soldado, estupro, tortura, execuções extrajudiciais e desaparecimentos forçados, bem como renovados combates entre Séléka e partidários de Bozizé em agosto com o presidente francês François Hollande convidando o Conselho de Segurança da ONU e a UA para aumentar os seus esforços para estabilizar o país. Em agosto, o governo da Séléka sob Djotodia foi dito estar cada vez mais dividido. O conflito se agravou no final do ano com advertências internacionais de um "genocídio". Os combates são entre o governo da República Centro-Africana da antiga coligação de grupos rebeldes Séléka, que são principalmente de minoria muçulmana (assim como o presidente Michel Djotodia) e a coalizão anti-balaka, essencialmente cristã. Em janeiro de 2014, o presidente Djotodia renunciou e foi substituído por Catherine Samba-Panza, mas o conflito permaneceu em andamento.
Em 2014, a Anistia Internacional relatou vários massacres cometidos pelo grupo cristão Anti-Balaka contra civis muçulmanos, forçando milhares de muçulmanos a fugir do país. Vários relatórios alertaram que o que está acontecendo é um genocídio e uma ampla de limpeza étnica contra os muçulmanos na República Centro-Africana.
Em julho de 2014, as antigas facções do Séléka e representantes anti-balaka assinaram um acordo de cessar-fogo em Brazzaville. Até o final de 2014, o país estava de facto dividido com os anti-balaka no sul e no oeste, com a maioria de seus muçulmanos evacuados, e o ex-Séléka no norte e leste
Em 2015, havia pouco controle do governo fora da capital, Bangui. A dissolução do Séléka levou os seus antigos combatentes a formar novas milícias que frequentemente lutam entre si. O líder rebelde Noureddine Adam proclamou a República de Logone em 14 de dezembro de 2015. A manutenção da paz em grande parte transitou da MICOPAX liderada pela Comunidade Econômica dos Estados da África Central (CEEAC) para a MISCA liderada pela União Africana (UA) até à MINUSCA liderada pela ONU, enquanto que a intervenção francesa seria conhecida como Operação Sangaris.
Grande parte da tensão é referente a identidade religiosa entre os combatentes muçulmanos Séléka e os cristão anti-balaka, bem como o antagonismo histórico entre os agricultores, que compreendem amplamente os grupos anti-balaka, e os nômades, que compreendem amplamente os combatentes do Séléka, bem como  diferenças étnicas entre as antigas facções do Séléka. Mais de 1,1 milhão de pessoas fugiram de suas casas em um país de cerca de 5 milhões de pessoas, o maior deslocamento já registrado na República Centro-Africana.
Em 2017, mais de 14 grupos armados disputavam territórios, notavelmente quatro facções formadas por ex-líderes do Séléka que controlam cerca de 60% do país. Com a divisão de facto do país entre as milícias ex-Séléka no norte e leste e as milícias anti-balaka no sul e oeste, as hostilidades entre ambos os lados diminuíram, mas continuaram os combates esporádicos. Em fevereiro de 2016, após uma eleição pacífica, o ex-primeiro-ministro Faustin-Archange Touadéra foi eleito presidente. Em outubro de 2016, a França anunciou que estava encerrando a sua missão de paz no país, a Operação Sangaris, e retirou grande parte de suas tropas, alegando que a operação foi um sucesso.
Em junho de 2024, é estimado que existam entre 1.500 a 2.000 homens do grupo Wagner atuando na República Centro Africana.